# Estudios de gemelos
Los estudios de gemelos son considerados como una herramienta clave en la genética conductual. Los estudios con gemelos son capaces de descomponer la variación fenotípica observada, en componentes genéticos y ambientales (compartidos y no compartidos) permitiendo así, estimar la contribución genética al desarrollo del fenotipo sin conocimiento de los genotipos individuales (heredabilidad) y son útiles para analizar rasgos desde el comportamiento personal hasta la presentación de severas enfermedades mentales. Aunque puede haber errores criticables en los supuestos (Rijsdijk y Sham, 2002), el método clásico de los gemelos ha hecho una notable contribución a la literatura sobre genética humana en el siglo pasado.
Como es bien sabido, la manipulación genética en humanos tiene límites éticos. Aun así, la naturaleza nos ha brindado un fantástico experimento natural: los gemelos dicigóticos (DZ) y monocigóticos (MZ).

En gemelos idénticos y fraternales, el ambiente compartido y los efectos genéticos no se confunden, como ocurre en estudios familiares no gemelos. Por lo tanto, los estudios gemelos están motivados por un intento de aprovechar el surtido aleatorio de genes entre miembros de una familia para ayudar a comprender estas correlaciones.

## Historia

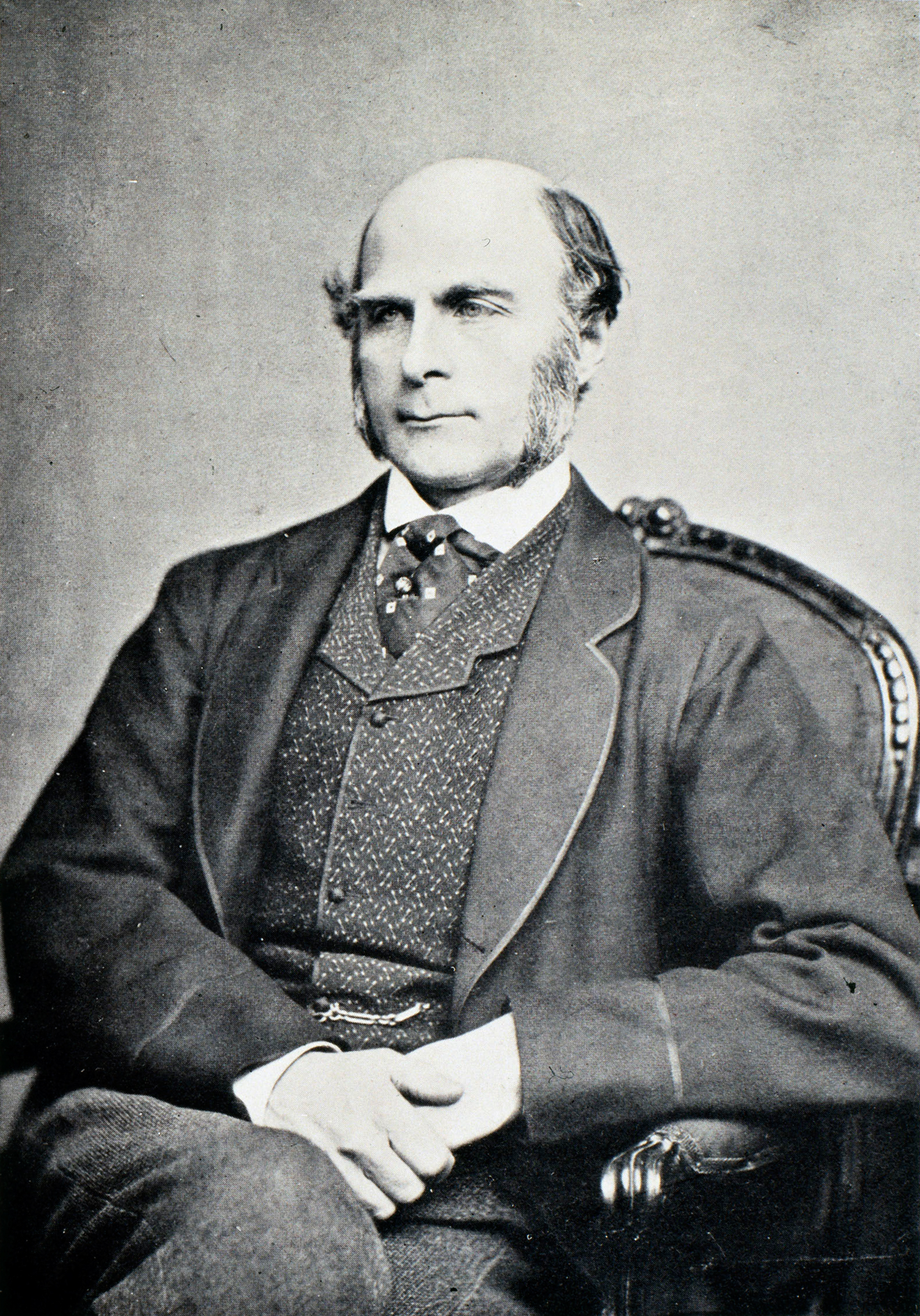
Francis Galton lideró las fundaciones de genética conductual como una rama de ciencias.

Para hablar de los inicios del empleo de gemelos en la experimentación tenemos que hablar de los inicios de la genética conductual.
La genética conductual fue fundada como una disciplina científica por Francis Galton a finales del siglo XIX. Galton hizo diferentes estudios con gemelos pero no fue consciente de la diferencia entre los gemelos MZ y los DZ, por lo que fue muy criticado.
A finales del siglo XX y principios del siglo XXI, los avances tecnológicos en genética molecular permitieron medir y modificar el genoma directamente. Esto condujo a grandes avances en la investigación de organismos modelo (por ejemplo, ratones knockout) y en estudios en humanos (por ejemplo, estudios de asociación a nivel genómico), dando lugar a nuevos descubrimientos científicos.
Wilhelm Weinberg y colaboradores, en 1910 utilizaron la distinción MZ-DZ para calcular los respectivos índices de las proporciones de gemelos del mismo y diferente sexo en la población de maternidad. Dividieron la covariación de parientes entre elementos genéticos y ambientales, anticipando el posterior trabajo de Fisher y Wright , incluyendo el efecto de dominancia en la similitud de parientes y empezando el primer estudio clásico de gemelos.
Desde entonces, los estudios con gemelos han sido utilizados en numerosos estudios de diferentes ámbitos pero principalmente han sido útiles para estudios diferenciales relacionados con la interacción genotipo-ambiente.

## Método
El diseño clásico de gemelos compara la semejanza de los gemelos monocigóticos (MZ) y dicigóticos (DZ). Si los gemelos MZ son considerablemente más similares que los DZ, implica que los genes juegan un importante papel en los rasgos. Los gemelos monocigóticos o idénticos son los desarrollados de un único óvulo fertilizado (así compartiendo el 100 % de sus alelos) mientras que los dicigóticos se han desarrollado de dos óvulos fertilizados y por ello, comparten el 50 % de sus alelos.
Los estudios modernos de gemelos han mostrado que casi todos los rasgos en parte están influenciados por diferencias genéticas (por ejemplo, el peso) y otras heredabilidades más complejas, con evidencia de ciertos genes afectando diferentes aspectos del rasgo (como en el caso del autismo).
Como todas las investigaciones sobre el comportamiento de la genética, el estudio clásico de gemelos empieza por evaluar la variancia del fenotipo en un gran grupo y trata de estimar cuánto de esto se debe al:
- Efecto de la genética (heredabilidad).
- Ambiente compartido o común: sucesos que ocurren en los dos gemelos, afectandolos en la misma manera.
- Ambiente no compartido o específico: sucesos que ocurren a un gemelos pero no al otro o eventos que afectan a los dos gemelos de manera diferente.

### Modelo ACE
Para estudiar las influencias genéticas y ambientales de un rasgo psicológico mediante estudios de gemelos, se utiliza el modelo ACE. Los tres componentes mencionados en el apartado anterior son llamados Additive genetic variance (genética aditiva), Common environment variance (ambiente compartido o común) y Error-specific environment variance (ambiente específico o no compartido). También es posible examinar los efectos no aditivos de la genética (también llamados D y que crea el modelo ADE). El modelo ACE indica qué proporción de varianza en un rasgo es heredable, contra la proporción del ambiente compartido o no compartido. Ha estado ampliamente utilizado en genética del comportamiento desde los años 70 del siglo XX, y aún es vigente con algunas modificaciones.
La investigación se llevó a cabo mediante los programas SEM y OpenMx. El centro lógico del diseño de gemelos es el mismo, utilizan la fórmula de Falconer que determinar la heredabilidad genética de un rasgo basado en la diferencia entre correlaciones.

### Heredabilidad
La heredabilidad es la proporción de la variación de caracteres biológicos en una población atribuible a la variación genotípica entre individuos y mide la fracción de la variabilidad del fenotipo que puede deberse a la variación genética.
Normalmente, los investigadores están interesados en cambios en la heredabilidad bajo diferentes condiciones:
- Bajo condiciones de ambiente; donde los alelos pueden producir grandes efectos fenotípicos. Este papel de los genes aumentará, lo que habrá una mayor heredabilidad en estos ambientes.
- Y bajo condiciones de correlaciones G xE; donde ciertos alelos tienden a acompañar ciertos ambientes. Si un gen hace que un padre disfrute de la lectura, es probable que los niños que hereden este alelo sean criados en hogares con libros. Debido a la correlación de GE, cuando uno o ambos padres posean el alelo, acumularán una colección de libros y el alelo pasará junto con la influencia ambiental de los libros a su hijo.

Un requisito previo para los análisis de heredabilidad es que hay una variación de la población a tener en cuenta. Este último punto destaca el hecho de que la heredabilidad no puede tener en cuenta el efecto de factores invariantes en la población. Los factores pueden ser invariantes si están ausentes y no existen en la población, como no tener acceso a un antibiótico en particular, o porque son omnipresentes. En la práctica, todos los rasgos conductuales humanos varían y casi todos muestran alguna heredabilidad. Es importante tenerlo presente en la realizacón de estudios con gemelos.

## Normas de reacción
Una norma de reacción describe el patrón que sigue la expresión fenotípica de un genotipo en diferentes medios ambientales. Uno de los usos más habituales de las normas de reacción consiste en describir cómo diferentes especies, normalmente próximas, responden a medios cambiantes. Pero para cada genotipo, rasgo fenotípico y variable ambiental, puede existir una norma de reacción diferente.
Los estudios de gemelos se usan a menudo como un método para controlar al menos una parte de esta variancia observada.

## Estudios correlacionales
Mientras que los estudios de concordancia comparan rasgos presentes o ausentes en cada gemelo, los estudios correlacionales comparan el acuerdo en rasgos que varían continuamente entre gemelos.

### Correlación gen-entorno
Se dice que la correlación gen-ambiente (o correlación genotipo-entorno) ocurre cuando la exposición a las condiciones ambientales depende del genotipo de un individuo, es decir, el individuo con un determinado genotipo tiende a desarrollar el gen en los ambientes que sean propensos a favorecer su expresión.
Las correlaciones gen-entorno (o rGE) son correlaciones entre dos rasgos, por ejemplo, altura y peso, lo que significa que cuando uno cambia, también lo hace el otro. Las correlaciones gen-ambiente pueden surgir por mecanismos causales o no causales.
Se han descrito tres mecanismos causales que dan lugar a correlaciones gen-medio ambiente:
- Correlación pasiva: hace referencia al hecho que el ambiente donde se desarrolla un individuo favorece la expresión de su genotipo. Se llama pasiva porque ni el comportamiento ni el genotipo del individuo determina el ambiente donde se encuentra. Se da en casos en los cuales, por ejemplo, los padres aportan ambientes de crianza que correlacionan con genes que han transmitido a los hijos.
- Correlación activa: hace referencia a aquella que establece cuando es la propensión genética del individuo la que provoca que este busque, y eventualmente selecciona, el ambiente o experiencias que más favorecen.
- Correlación evocativa (o reactiva): se establece una relación evocada entre los factores genéticos y ambientales, en el cual es la propia expresión del genotipo la que provoca situaciones (reacciones) que favorecen la aparición de factores ambientales propios del desarrollo de los genes

## A tener en cuenta

### Interacción genoma-ambiente
A menudo, los efectos génicos dependen del medio ambiente, y estas interacciones se conocen como interacciones G × E, en las que los efectos de un alelo genético difieren en diversos entornos.
A menudo, el papel del medio ambiente parece máximo en una edad muy temprana en la vida, pero disminuye rápidamente después de que comience la educación obligatoria. Esto se observa, por ejemplo, en la lectura, así como en la inteligencia. Por lo tanto es importante tener en cuenta la etapa del ciclo vital en que se realiza el experimento y no considerar ambiente y genoma como elementos independientes sino como elementos relacionados que interactúan entre ellos.

### Diferencias de sexo
Los factores genéticos pueden diferir entre los sexos, tanto en la expresión génica como en el rango de interacciones entre gen y ambiente.
En un caso extremo, un gen sólo puede expresarse en un sexo (limitación cualitativa del sexo). Por ejemplo, un gen podría causar un cambio de 100 g de peso en los hombres, pero tal vez 150 g en las mujeres —un efecto de genes cuantitativos.
Tales efectos en ambientes pueden afectar a la capacidad de los genes de expresarse y pueden hacerlo a través de las diferencias sexuales. En términos generales, la lógica de la prueba de diferencia de sexo puede extenderse a cualquier subgrupo definido de individuos. En casos como estos, la correlación para los gemelos DZ del mismo sexo y del sexo opuesto será diferente.
Por esta razón, es normal distinguir a cinco grupos de gemelos: masculino idéntico, mujer idéntica, hombre fraternal, mujer fraterna y sexo fraternal opuesto.

## Crítica
El método de los gemelos ha sido objeto de críticas por parte de la genética, la estadística y la psicología. Se dice que las conclusiones alcanzadas de este método son ambiguas o sin sentido. Los elementos básicos de estas críticas y sus réplicas se enumeran a continuación:

### Crítica de los métodos estadísticos
Se ha argumentado que los fundamentos estadísticos de la investigación en gemelos son inválidos. Tales críticas estadísticas sostienen que las estimaciones de heredabilidad utilizadas para la mayoría de los estudios de gemelos se basan en suposiciones restrictivas que normalmente no se prueban, y si lo son, a menudo pueden ser violadas por los datos.
Por ejemplo, Peter Schönemann ha criticado los métodos para estimar la heredabilidad desarrollada en los años setenta. También ha argumentado que la estimación de la heredabilidad de un estudio gemelo puede reflejar factores distintos de los genes compartidos.

### Límites
El diseño clásico de gemelos contiene sólo gemelos idénticos criados con su familia biológica. Esto representa sólo un subconjunto de las posibles relaciones genéticas y ambientales. Por ello, es justo decir que las estimaciones de heredabilidad de diseños gemelos representan un primer paso en la comprensión de la genética del comportamiento.
Una limitación inicial del diseño gemelo es que no ofrece la oportunidad de considerar simultáneamente los efectos genéticos compartidos y no aditivos. Este límite se puede abordar incluyendo hermanos adicionales al diseño.
Una segunda limitación es que la correlación gen-ambiente no es detectable como un efecto distinto. Abordar este límite requiere incorporar modelos de adopción, o diseños de niños de gemelos, para evaluar las influencias familiares no correlacionadas con los efectos genéticos compartidos.

## Conclusión
Como hemos podido comprobar, los resultados de los estudios de gemelos no pueden generalizarse más allá de la población de la que proceden. Por lo tanto, es importante comprender la muestra particular estudiada, y la naturaleza de los gemelos mismos. En este sentido, los gemelos no son representativos sino que son una muestra aleatoria.
A pesar de esto, los estudios con gemelos son muy útiles para estudiar la correlación entre gen y ambiente y sobre todo, en estudios de control. Además, cabe remarcar que los estudios con gemelos no pudieron empezar a realizarse hasta principios del siglo XXI, por lo que aún quedan muchos avances por realizar.